# Тодорово (дем Синтика)
Вижте пояснителната страница за други значения на Тодорово.
Тодорово или Тодорци (на гръцки: Θεοδώρειο, Теодорио, катаревуса: Θεοδώρειον, Теодорион, до 1955 Θεοδώροβον, Теодоровон) е село в Гърция, Егейска Македония, в дем Синтика, област Централна Македония. Селото има 112 жители според преброяването от 2001 година.

## География
Селото е разположено северозападно от град Сяр (Серес) и на около 5 километра западно от Гара Порой (Родополи).

## История

### В Османската империя
В XIX век Тодорово е село в Кукушка (Аврет хисар) каза на Османската империя. В „Етнография на вилаетите Адрианопол, Монастир и Салоника“, издадена в Константинопол в 1878 година и отразяваща статистиката на населението от 1873 година, Тодорово (Todorovo) е посочено като село с 40 домакинства и 30 жители мюсюлмани и 156 българи. Според статистиката на Васил Кънчов („Македония. Етнография и статистика“) от 1900 година Тодорово брои 260 жители българи християни.
Цялото християнско население на селото е под върховенството на Българската екзархия. По данни на секретаря на Екзархията Димитър Мишев („La Macédoine et sa Population Chrétienne“) в 1905 година в Тодорово (Todorovo) живеят 400 българи екзархисти.
По време на Балканската война трима души от Тодорово се включват като доброволци в Македоно-одринското опълчение.

### В Гърция
През войната селото е освободено от части на българската армия, но след Междусъюзническата война в 1913 година селото попада в Гърция. В селото са заселени гърци бежанци. Според преброяването от 1928 година Тодорово е изцяло бежанско село с 39 бежански семейства със 133 души.

## Личности
Родени в Тодорово
- Вано Щиянов, македоно-одрински опълченец, Кукушката чета[7]
- Васил Иванов Гошев (1891/1892 – ?), македоно-одрински опълченец, Кукушка чета, 14 воденска дружина[8]
- Велко Коджаандонов е участник в четата на Гоце Делчев.
- Трайко Донев, македоно-одрински опълченец, Кукушката чета, четата на Дончо Златков[9]